# Papa João XXII
João XXII (em latim: Ioannes XXII), nascido Jacques-Arnaud d'Euse; (Cahors, c. 1249 – Avinhão, 4 de dezembro de 1334) foi o Papa da Igreja Católica e Soberano dos Estados Papais de 7 de agosto de 1316 até a data de sua morte. Inaugurou o período dos Papas de Avinhão.
Rebento de uma família de burgueses banqueiros em Cahors, estudou medicina em Montpellier e direito em Paris.
O período de dois anos de sede vacante entre a morte de Clemente V em 1314 e a eleição de João XXII em 1316 deveu-se às desavenças extremas entre os cardeais, os quais estavam divididos em duas facções. Depois de dois anos, Filipe V de França finalmente articulou a realização de um conclave com vinte e três cardeais em Lyon e, através de um engodo, prendeu os cardeais em uma igreja até que a eleição estivesse concluída. Os cardeais então elegeram-no como Papa, sendo coroado em Lyon. Este Papa decidiu que a residência papal seria em Avinhão e não em Roma.
João XXII envolveu-se em movimentos políticos e religiosos de muitos países europeus, com o objetivo de promover os interesses da Igreja, tornando-se um Papa muito controverso em seu tempo.
Antes da eleição de João XXII, decorreu uma disputa pela coroa imperial entre Luís IV da Baviera e seu oponente Frederico I da Áustria. João XXII foi neutro a princípio, mas em 1323, quando Luís IV venceu a disputa e tornou-se o Santo Imperador Romano, os partidos Guelfo (papal) e Gibelino (imperial) iniciaram uma disputa muito séria. Esta foi parcialmente causada pelas aclamações extremas da autoridade de João XXII sobre o Império e parcialmente pelo apoio por Luís IV aos Fraticelli, Franciscanos espirituais, os quais João XXII havia condenado por sua visão distorcida da chamada pobreza evangélica na Bula Papal Sancta Romana. Luís IV tinha assistência de Marsilius de Pádua, e mais tarde do monge britânico William de Ockham. Luís IV invadiu a Itália, entrou em Roma e designou Pietro Rainalducci como o Antipapa Nicolau V, em 1328. O projeto foi um fiasco, e a superioridade dos Gelfos em Roma foi mais tarde restaurada. Ainda assim, Luís IV tinha silenciado as aclamações de autoridade do Papa, e este permaneceu o restante de sua vida em Avinhão.
Como administrador conseguir estabilizar a situação da igreja na época.